# 加藤茂夫 (リコー)
加藤茂夫（かとうしげお、1959年7月25日 - ）はビジネスマン、ESG経営推進者。
神奈川県出身、早稲田大学を卒業後、株式会社リコーに入社。イタリア、オランダ、イギリスを中心とした欧州に1990年から2010年までの21年間駐在。
海外ではSergio Katoをビジネスネームとする。
2015年からリコーの執行役員としてサスティナビリティ推進本部長に就任し、SDGsや環境経営、国連グローバル・コンパクトなど世界で広がりを見せていた様々なアクションを、リコー及び日本にて普及推進した。
現在はその活動を継続し、自然エネルギー財団の顧問、気候変動イニシアティブの共同代表、グローバル・コンパクト・ネットワーク・ジャパンの諮問委員
を兼務。

## 経歴
- 1959年 7月25日 神奈川県生まれ。
- 1982年 4月 早稲田大学法学部卒、同年リコー入社。
- 1990年 - 2010年 イタリア、オランダ、イギリスなど欧州駐在し、海外ビジネスの拡大、M&A等をてがける。
- 2015年 4月 株式会社リコーの執行役員サステナビリティ推進本部長に就任。リコーのサステナビリティ戦略を陣頭指揮をとり、リコーの脱炭素宣言、日本企業として初RE100参画[3]、事業とSDGsの同軸化、ESG経営への変革の中心となって取組んできた。同年12月にフランスで開催されたCOP21（パリ会議）に参加。
- また、この期間、日本気候リーダーズ・パートナーシップ（JCLP）の共同代表、World Environment Center（WEC、本部米国）やグローバル・コンパクト・ネットワーク・ジャパン（GCNJ）の理事として、気候変動問題を中心に企業・産業界の社会課題解決への貢献を牽引。更に外務省の「気候変動に関する有識者会合」のメンバーに加わるとともに、日本の幅広い非国家アクターのネットワーク創設を提唱し、2018年7月、気候変動イニシアティブ（JCI） 設立に参加。
- 2021年 4月 株式会社リコーにて、コーポレート上席執行役員兼リコーグラフィックコミュニケーションズBUプレジデント 就任
- 2022年12月31日 株式会社リコーのコーポレート上席執行役員兼リコーグラフィックコミュニケーションズBUプレジデントを退任。
- 2023年3月1日 公益財団法人自然エネルギー財団の上級顧問[4] に就任、また同日付で気候変動イニシアティブの共同代表に就任[5] 。